# Upornik (Grum)
Upornik je enodejanka slovenskega dramatika Slavka Gruma. Gre pravzaprav za psihoanalitično dramo slikarja Žalostne Madone. 

## Zgodba
Zapit slikar v kavarni išče žrtev za pogovor, ujame študenta, ki je preplah, da bi se umaknil. Slikar riše en sam motiv, mlade gospe z otroki; mora jih slikati, obseden je od tega - to je zvijača Boga, ki nas rafinirano muči, vsakega na svoj načim. Njemu je dal polaščevalno, ljubosumno mater, ki ga je brutalno zahtevala zase, žrtvoval ji je svojo ljubezen do ljubeznivega dekleta... kasneje jo je srečal poročeno, z otrokom. Od tedaj mora risati gospe z otroki, ampak nekoč se bo uprl, ubil bo kakšno tako gospo, da bo že enkrat konec in se bo dalo dihati... Študenta ta strašna izpoved prestraši, a slikar ga pomiri, češ da se šali. Tedaj stopi v kavarno gospa z otrokom in sede k uradniku, ki se komaj zmeni zanju. Slikar ves iz sebe odpre skicirko, na lepem pa jo izpusti, potegne revolver in gospo ustreli. V kavarni nastane zmeda, le slikar je sproščen in blaženo miren, končno je pretrgal mrežo, zadihal... Ljudje se z grozo odvrnejo od blaznika.